# Lucio Silla
Lucio Silla, K. 135, är en opera i tre akter med musik av Wolfgang Amadeus Mozart och libretto av Giovanni de Gamerra (reviderad av Pietro Metastasio).

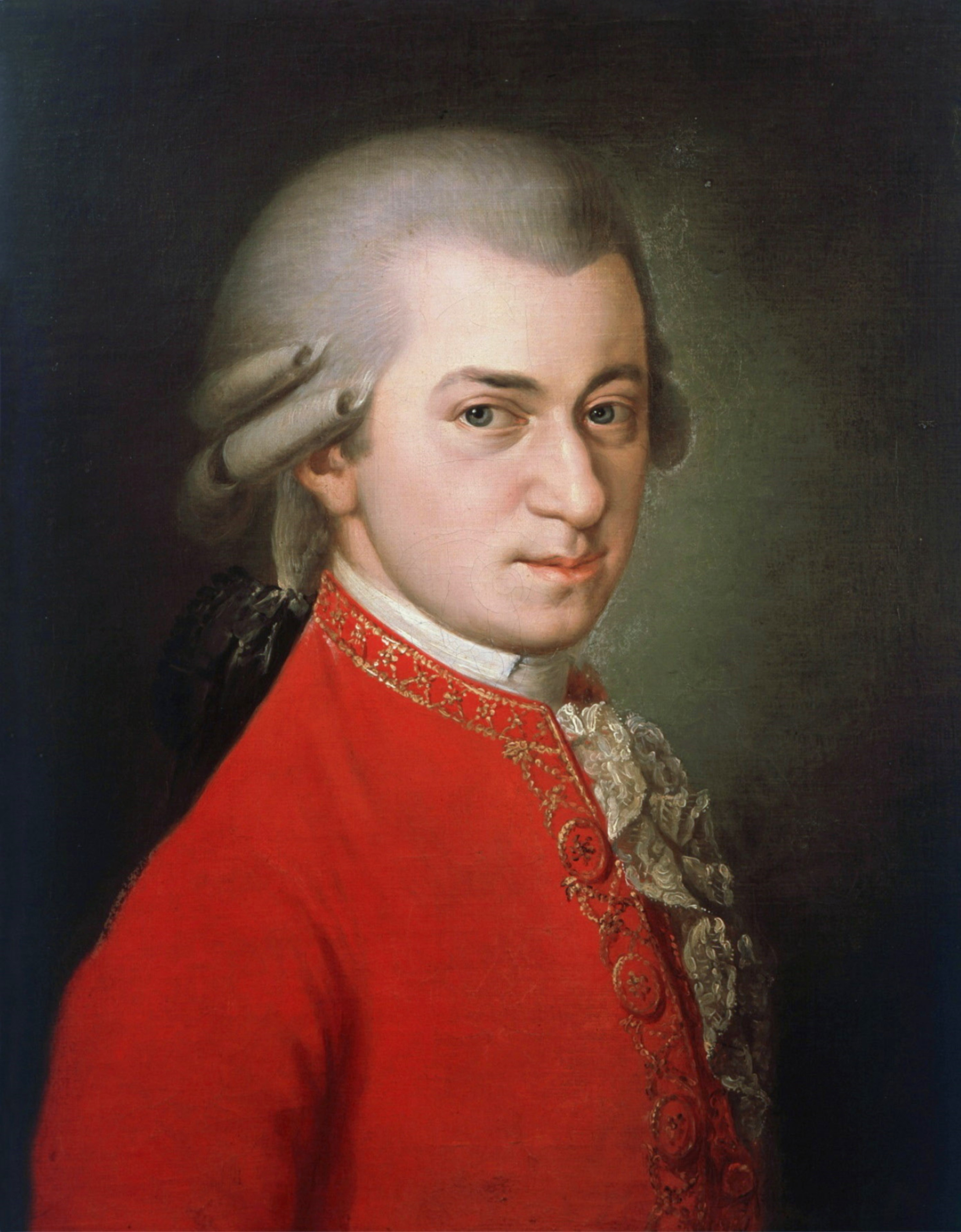
Wolfgang Amadeus Mozart

## Historia
Succén med Mitridate 1770 hade renderat Mozart ännu en operabeställning till karnevalssäsongen i Milano, men under tiden hade den unge tonsättaren utvecklats så starkt att hans stil inte längre behagade den italienska publiken. Operan hade premiär på Teatro Ducale i Milano 26 december 1772 men blev ingen framgång, och Mozart fick inga fler operabeställningar från Italien. Operan fick en viss renässans på 1960-talet.

## Personer
- Lucio Silla/Lucius Cornelius Sulla, diktator (Tenor)
- Giunia, Gajus Marius dotter och Cecilios trolovade (Sopran)
- Cecilio, en bannlyst senator (Sopran)
- Lucio Cinna, romersk patricier, Cecilios vän och i hemlighet fiende till Lucio Silla (Sopran)
- Celia, Lucio Sillas syster (Sopran)
- Aufidio, folktribun och Lucio Sillas vän (Tenor)
- Vaktmanskap, senatorer, patricier, soldater, folk, flickor (kör)

## Handling
Akt I
Diktatorn Lucio Silla har landsförvisat senatorn Cecilio, som vänder tillbaka i hemlighet för att träffa sin trolovade Giunia. Hon åtrås av Lucio Silla. Hon tror att Cecilio är död och därför tillråds Cecilio av sin vän Lucius Cinna att gömma sig i Giunias far Marius mausoleum, där han kan träffa henne. Silla ber sin syster Celia att tala väl om honom inför Giunia, som inte vill veta av honom, men Giunia är ståndaktig. Hon vill hellre dö och därmed förenas med sin far och sin älskade än att gifta sig med Silla. Han blir vred men hennes trofasthet belönas då hon kommer till mausoleet. Cecilio ger sig till känna, och en kort stund kan de glädja sig över återseendet.
Akt II
Tribunen Aufidio råder Silla att tillkännage att han ämnar ta Giunia till hustru, eftersom han inte räknar med att hon kommer att trotsa honom inför allt folket. Samtidigt vill Silla ge sin syster Celia åt Cinna, som han tror är hans vän. Han skyndar till Capitolium för att verkställa sin plan. Cecilio är honom i hälarna och vill döda honom, men Cinna håller honom tillbaka och förklarar att han sätter Giunias liv på spel. I stället vill Cinna själv stöta dolken i Silla, men då Celia glädjestrålande berättar att Silla planerar ett bröllop med henne låter han alltsammans falla. Cinna råder Giunia att gå med på Sillas äktenskapsplaner och sedan mörda honom i den äkta sängen, men hon avvisar honom. På Capitolium hyllas Silla av folket och fordrar som tack för sin seger över Mitridate att få Giunias hand men hon är modig nog att vägra. Cecilio vill gå emellena men avväpnas genast, och när även Cinna träder fram med svärd i hand men ser Cecilio i bojor, låtsas han som om han har kommit för att bistå Silla.
Akt III
Celia vill försöka plädera för Giunias och Cecilios sak, och Cinna lovar gifta sig med henne om det lyckas. På Capitolium samlas Silla, Cinna, Celio och senaten. Alla vädjar om nåd för Cecilio och när han förs fram benådas han av Silla som samtidigt förkunnar att alla landsförvisade skall få återvända hem. Själv ämnar han dra sig tillbaka från makten. Folket hyllar hans kloka beslut.